# ケンボー先生と山田先生〜辞書に人生を捧げた二人の男〜
『ケンボー先生と山田先生〜辞書に人生を捧げた二人の男〜』（ケンボーせんせいとやまだせんせい〜じしょにじんせいをささげたふたりのおとこ〜）は、日本放送協会が制作したテレビ番組である。
見坊豪紀と山田忠雄という辞書界の二人の巨人の生き様と対立を、再現ドラマや証言で描き出したドキュメンタリーで、2013年（平成25年）4月29日にBSプレミアムの特集番組として放送された。
現在は、日本国内の日本放送協会の施設で利用できる「番組公開ライブラリー」で、視聴することができる。

## 受賞
- 第30回ATP賞テレビグランプリ最優秀賞（情報・バラエティ部門）[9]
- 放送ウーマン賞2013[10]
- 第40回放送文化基金賞番組部門テレビエンターテインメント番組優秀賞[11]

## 再放送
- 2013年（平成25年）7月7日，BSプレミアム[12]．
- 2013年（平成25年）12月31日，BSプレミアム[12]．
- 2014年（平成26年）11月3日，デジタル総合1[12]．
- 2014年（平成26年）11月3日，デジタル総合2[12]．

## 書籍化
番組の取材内容に、新たな証言や検証を加え、書籍化された。
単行本
- 佐々木健一『辞書になった男 ケンボー先生と山田先生』（第5刷）文藝春秋、東京、2014年4月20日。ISBN 978-4-16-390015-5。OCLC 875903531。全国書誌番号:22368131。

文庫本
- 佐々木健一『辞書になった男 ケンボー先生と山田先生』文藝春秋、東京〈文春文庫〉、2016年8月10日。ISBN 978-4-16-790685-6。OCLC 956293839。全国書誌番号:22768413。